# Newport Pagnell
Newport Pagnell är en stad och civil parish i Buckinghamshire i sydöstra England. Den ligger alldeles nordöst om motorvägen M1 och River Ouzel (River Lovat) skär genom samhället. Folkmängden uppgår till cirka 15 000 invånare, och Newport Pagnell ingår, tillsammans med ett antal andra större och mindre orter, i tätorten Milton Keynes.

## Historia

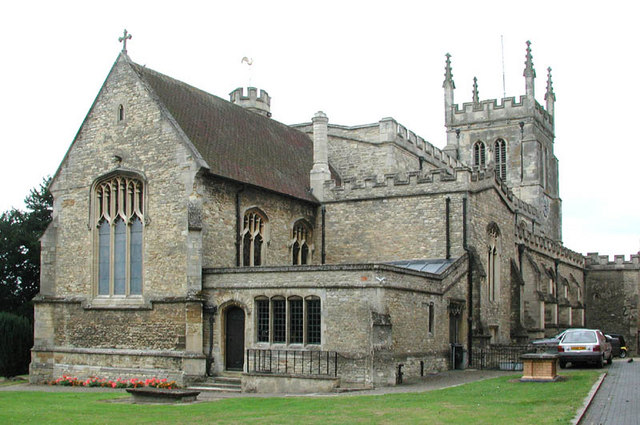
Församlingskyrkan St Peter and St Paul i Newport Pagnell.

Staden nämndes i Domesday Book år 1086, och kallades då Neuport, vilket betyder "Nya marknadsplatsen" på anglosaxiska. Staden grundlades av normanderna vars inflytande på den brittiska halvön började under andra hälften av 1000-talet. Det andra ledet i namnet tillkom senare när familjen Pagnell (de Paynel) tog över ett numera försvunnet slott på orten, som låg invid dagens Castle Street. Staden var huvudort för "Three Hundreds of Newport" vars gränser var ungefär desamma som dagens.
Tidigare var orten tidvis den största i grevskapet men dess betydelse har under lång tid krympt. Newport Pagnell har numera växt samman med närliggande orter och utgör idag ett delområde i tätorten Milton Keynes.
Till Newport Pagnells kyrksocken, vars församlingskyrka är vigd till apostlarna Petrus och Paulus, hör även samhällena Broughton och Caldecote.

## Övrigt

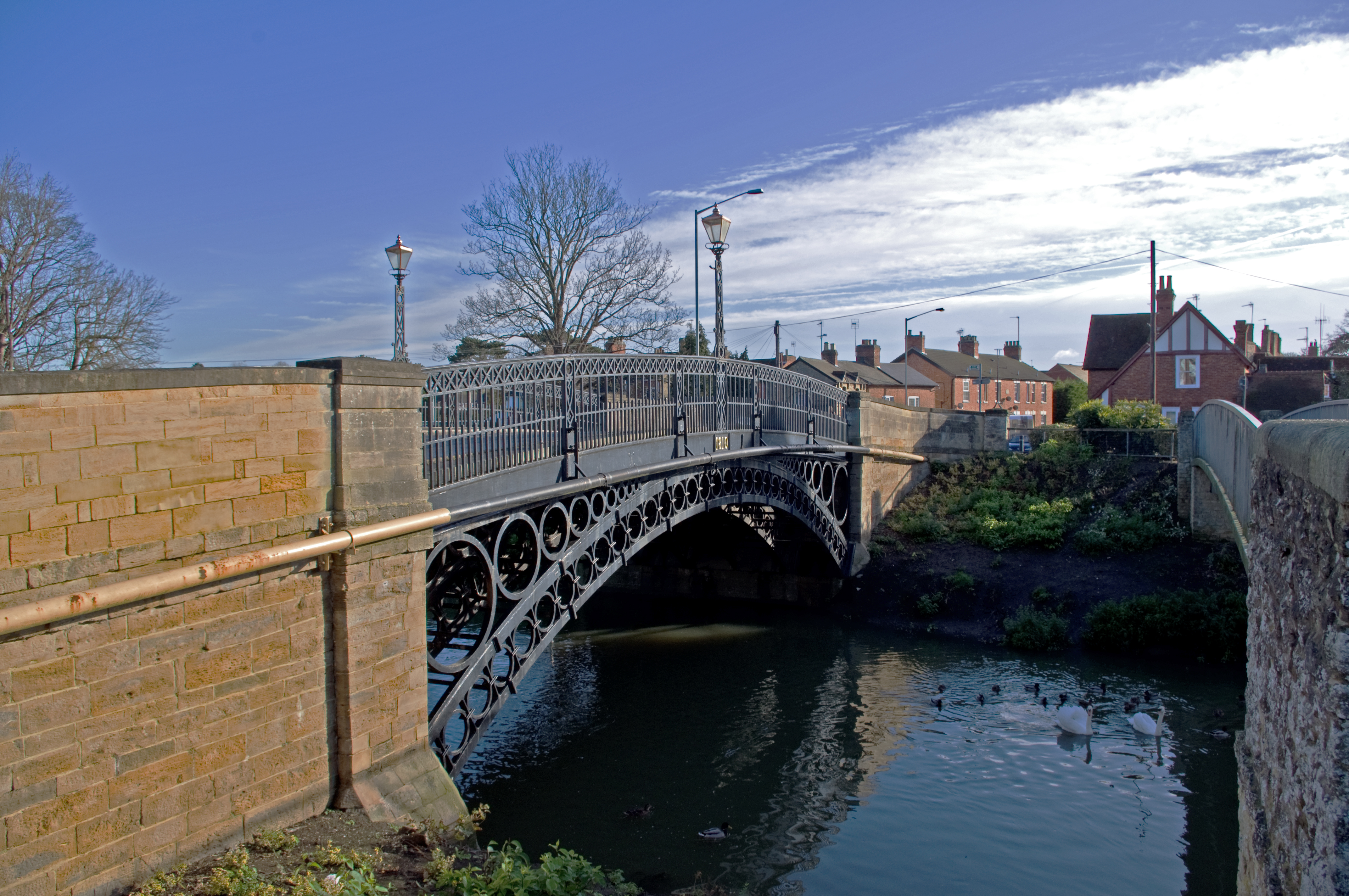
Tickford Bridge, Newport Pagnell.

Över River Ouzel byggdes år 1810 Tickford Bridge som idag (2012) är den enda järnbron i Storbritannien som fortfarande utsätts för trafik och dessutom är den världens äldsta järnbro som används kontinuerligt.
Mellan åren 1955 och 2007 låg norr om dagens Tickford Street även den fabrik som tillverkade bilmärket Aston Martin och dess föregångare i samma verkstadslokaler var den ansedda karossmakarfirman Salmons & Sons (senare Tickford Ltd.) som från 1800-talets början tillverkat hästvagnar men som kring sekelskiftet 1900 växlade produktion till att bygga prestigefulla specialkarosser till en rad brittiska bilmärken.
I staden är även Storbritanniens siste tillverkare av veläng verksam ännu 2012.